# 喀喇乌苏之战
喀喇乌苏之战，是發生於康熙五十七年七月-九月间（1718年）清朝和準噶爾汗國在西藏喀喇乌苏（意为“黑水”，今那曲）附近的戰役。清军统帅为为总督额伦特和侍卫色愣，战役结果为清军全军覆没，额伦特阵亡，色楞被俘遇难。

## 背景
1716年準噶爾部策妄阿拉布坦命大策零敦多卜入侵西藏。康熙皇帝下令他的將軍們召集軍隊和驅逐準噶爾人和他們的西藏支持者。但因遠距離和後勤困難阻礙清朝立即作出反應，他們在1718年才到西寧。

## 战争经过
因漫長的行軍，物資短缺和士卒患病，使清军停留在距離西寧1000公里的喀喇乌苏大壩地區，那裡接近拉薩。清軍在那兒建立了一個營地，但因此驚動了準噶爾和他們的西藏支持者，引起他們圍攻，清軍被困至糧絕只好吃馬肉和士兵屍體。
清軍只好求和，在一些藏族喇嘛協助調解下策零敦多卜同意解圍讓他們離開營地，但當清軍離開營地時準噶爾人屠殺他們。

## 后续
康熙五十八年，额伦特遗体运回京城，诸王以下在城外迎接。世宗即位，进世职三等阿达哈哈番，赐祭葬，谥忠勇。
1720年清军第二次進軍西藏，終於把準噶爾人趕走，確立中國的管治。